# قواعد اللباس في الاتحاد الوطني لكرة السلة
أعلن مفوض الاتحاد الوطني لكرة السلة ديفيد ستيرن في 17 أكتوبر 2005 عن تطبيق قواعد اللباس الإلزامي لجميع لاعبي الدوري الاميركي للمحترفين ودوري الرابطة الوطنية لفئة التطوير. كان هذا جديرًا بالملاحظة بشكل خاص لأن الدوري الاميركي للمحترفين أصبح أول دوري رياضي محترف كبير يطبق مثل هذه القاعدة، على الرغم من أن قواعد دوري الهوكي الوطني تنص على أنه من المفترض أن يرتدي اللاعب سترة وربطة عنق في المباريات وعلى المواثيق إذا لم يطلب المدرب الرئيسي أو المدير العام غير ذلك. دخلت قواعد اللباس للدوري الاميركي للمحترفين حيز التنفيذ في بداية موسم 2005-06.

## تفاصيل قواعد اللباس
ينص قانون ستيرن للملابس على أنه يجب على جميع اللاعبين ارتداء ملابس العمل أو الملابس المحافظة أثناء الوصول والمغادرة خلال مباراة مجدولة، وعلى مقاعد البدلاء أثناء الإصابة وعند إجراء أعمال إن تي إيه الرسمية (المقابلات الصحفية والفعاليات الخيرية وما إلى ذلك). حظر قانون اللباس الجديد الأزياء التي غالبًا ما ترتبط بثقافة الهيب هوب، على وجه التحديد: القمصان والجينز والقبعات والخرق والقمصان والمجوهرات الكبيرة والأحذية الرياضية والأحذية الخشبية (بالأخص الأحذية من نوع تمبرلاند).
لا يُسمح للاعبين بارتداء هذه الملابس الخاصة في المقابلات أو المباريات (داخل وخارج مقاعد البدلاء) أو الأحداث الخيرية أو أي مناسبة أخرى تابعة لـ إن بي إيه ودوريها التنموي (حاليًا دوري الرابطة الوطنية لفئة التطوير). يتم تغريم المخالفين لقواعد اللباس وقد يتم إيقافهم مع تكرار المخالفات. تم تطوير قواعد اللباس بهدف مكافحة مشاكل الصورة التي ابتليت بها الدوري الاميركي للمحترفين في التاريخ الحديث.
بموجب لوائح ملابس الدوري الاميركي للمحترفين الحالية، إذا كان اللاعب ليس مشاركا في اللعبة، فيجب عليه ارتداء ملابس مناسبة لمدرب. في الدوري الاميركي للمحترفين، يلزم ارتداء بدلة أو معطف رياضي للمدربين بالإضافة إلى ربطة العنق.

## الحجج الداعمة
كانت صورة الدوري في حالة سيئة بعد مشاجرة بيسرز بيستونز في عام 2004. يزعم المؤيدون أيضًا أن معظم الشركات تطلب من موظفيها الالتزام بقواعد لباس من نوع ما، لذا لا تقدم الرابطة الوطنية لكرة السلة أي مطالب غير عادية. علاوة على ذلك، لم تطلب الرابطة الوطنية لكرة السلة من اللاعبين ارتداء بدلة وربطة عنق كما تردد في البداية. وكان لدى العديد من فرق إن بي إيه بالفعل قواعد لباس وفقًا لما يمليه المدربون أو المديرون العامون. عادة ما تتضمن عقوبات عدم الامتثال غرامات مثل الاضطرار إلى دفع ثمن تذكرة الطيران الخاصة بالفرد إلى أي مكان كان الفريق ذاهبًا إليه بدلاً من السفر على ميثاق الفريق.

## الحجج المعارضة
يدعي النقاد مثل ألين إيفرسون وستيفن جاكسون وبول بيرس أن قواعد اللباس لن تغير شخصية الشخص بغض النظر عن نوع الملابس التي يرتديها، وأن ربط أسلوب الهيب هوب في اللباس بالجريمة أو الصورة السيئة يعد عنصريًا. كما نُقل عن إيفرسون قوله: «قواعد اللباس ليست من أنا ولا تسمح لي بالتعبير عن نفسي».
كما يزعم العديد من الشخصيات الرياضية في الدوري الاميركي للمحترفين وغير المنتمين إلى الدوري الاميركي للمحترفين أنه يستهدف الشباب من الذكور السود ويعتبر صفعة ضد ثقافة الهيب هوب. تتم رعاية معظم لاعبي إن بي إيه من قبل ماركات الملابس غير الرسمية مثل نايكي وأديداس وبوما وكونفيرس.

## التأثير
قال زاك جراهام الذي كتب في رولينغ ستون إنه على الرغم من أن اللاعبين كانوا ينتقدون قواعد اللباس في البداية، «على مر السنين، تقبل لاعبو الدوري الاميركي للمحترفين قواعد اللباس الجديدة ثم اعتنقوها وبدأوا في النهاية في الاستمتاع بها، مما أدى إلى تغيير أزياء الرجال في هذه العملية.»
مع تنحي ستيرن وتولي آدم سيلفر منصب مفوض الدوري الاميركي للمحترفين، أصبح نظام اللباس أكثر تساهلاً ، مما سمح للاعبين بأن يكونوا أكثر تعبيراً بما يرتدونه.

## وصلات خارجية
- تفاصيل نظام لباس إن بي إيه في NBA.com